# Бертрем (Айова)
Бертрем (англ. Bertram) — місто (англ. city) в США, в окрузі Лінн штату Айова. Населення — 269 осіб (2020).

## Географія
Бертрем розташований за координатами 41°57′4″ пн. ш. 91°32′16″ зх. д. / 41.95111° пн. ш. 91.53778° зх. д. (41.951133, -91.537640).  За даними Бюро перепису населення США в 2010 році місто мало площу 4,35 км², уся площа — суходіл.

## Демографія
Згідно з переписом 2010 року, у місті мешкали 294 особи в 106 домогосподарствах у складі 81 родини. Густота населення становила 68 осіб/км².  Було 114 помешкання (26/км²).
Расовий склад населення:
| - 98,0 % — білих - 1,4 % — чорних або афроамериканців |

До двох чи більше рас належало 0,7 %. Частка іспаномовних становила 3,4 % від усіх жителів.
За віковим діапазоном населення розподілялося таким чином: 28,9 % — особи молодші 18 років, 51,4 % — особи у віці 18—64 років, 19,7 % — особи у віці 65 років та старші. Медіана віку мешканця становила 46,0 року. На 100 осіб жіночої статі у місті припадало 133,3 чоловіків;  на 100 жінок у віці від 18 років та старших — 97,2 чоловіків також старших 18 років.
Середній дохід на одне домашнє господарство  становив 103 521 долар США (медіана — 93 750), а середній дохід на одну сім'ю — 115 094 долари (медіана — 104 000). За межею бідності перебувало 5,5 % осіб, у тому числі 2,7 % дітей у віці до 18 років та 3,0 % осіб у віці 65 років та старших.
Цивільне працевлаштоване населення становило 185 осіб. Основні галузі зайнятості: освіта, охорона здоров'я та соціальна допомога — 31,4 %, виробництво — 20,5 %, інформація — 9,7 %, науковці, спеціалісти, менеджери — 8,1 %.